# Yan Hui
Yan Hui (Qufu, Estado Lu; c. 521 a. C.-Qufu; c. 490 a. C.) fue un filósofo de la antigua China y una de las figuras más reverenciadas del confucianismo. Fue el discípulo predilecto de Confucio. Es venerado en el templo de Confucio como uno de los cuatro sabios.

## Nombre
Yan Hui, también es conocido por su nombre de cortesía Ziyuan y como Yan Yuan, una combinación de su apellido y su nombre de cortesía.

## Biografía
Yan Hui era originario del Estado Lu, su padre Yan Wuyou (Yan Lu) fue uno de los primeros discípulos de Confucio.. Yan Hul era alrededor de 30 años más joven que Confucio y se convirtió en uno de sus estudiantes desde temprana edad.. Yan Hui fue el discípulo predilecto de Confucio. "Después de que recibí a Yan Hui" Confucio remarcó "mis discípulos se acercaron más a mí" Se dice que una vez, cuando se encontraba en la colina Nang con Yan Hui, Zilu y Zigong, Confucio les pidió que le dijeran sus diferentes propósitos y que escogería a uno de ellos. Zilu fue el primero, y cuando lo hizo, el maestro dijo "eso te hace valiente", Zigong le sucedió y cuando terminó, el juicio del maestro era "tus palabras demuestran tu exigente elocuencia". Por último Yang Hui dijo "me gustaría encontrar a un rey inteligente y sabio soberano a quien yo pueda asistir. Difundiría entre la gente enseñanzas basadas en los 5 grandes puntos y los conduciría bajo las reglas de la prudencia y la música, para que así no tengan que preocuparse por fortificar sus ciudades con muros y fosos, fundiría sus espadas y lanzas para que las implementen en la agricultura, les mandaría a enviar sus rebaños sin temor a las llanuras y bosques. No habrían familias separadas, ni viudos ni viudas. Durante mil años no existiría la calamidad de la guerra. Yu no tendría oportunidad de desplegar su valentía, ni Ts'ze de desplegar su oratoria." Cuando acabó, el maestro exclamó "¡Qué admirable virtud¡".

## Muerte
Cuando Yan Hui tenía 29 años, su cabello ya era totalmente blanco. Murió a una edad temprana.
Después de la muerte de Yan Hui, Confucio se lamentó, "¡El Cielo me ha despojado, el Cielo me ha despojado!". Cuando sus estudiantes le dijeron que estaba exagerando su dolor, el viejo filósofo replicó: "¿Que estoy exagerando mi dolor? Bueno, ¿y por quién más mostraría tanta aflicción si no por este hombre?". Incluso años después, Confucio dijo que nadie podría tomar el lugar de Yan Hui, tan dotado y dedicado como Yan Hui lo había sido.

## Veneración
Yang Hui, junto con Confucio, fue venerado por Han Gaozu, el primer emperador de la dinastía Han. El título por el cual se le conoce en el canon sacrificial —Fusheng (literalmente El Continuador de los Sabios)— se le fue conferido en el noveno año de la era Jiajing, 1530 d. C. Casi todos los títulos sacrificiales presentes de los beneméritos en el templo de Confucio fueron fijados al mismo tiempo. El lugar que ocupa Yan Hui es el primero de los cuatro sabios al costado este de Confucio.

## Descendientes
La familia Yan era originaria de Langya (琅邪). Los Yan abandonaron el norte de China en el 327. La devastación del norte durante el colapso del este de Jin (265–420) ocasionó que Yan Han se desplazará hacia el sur, quién fue mencionado en el Guan wo sheng fu de Yan Zhitui. Después de eso, sirvieron a las dinastías meridionales.
En el 495 d. C., el emperador Xiaowen de la dinastía Wei del Norte, quien veneraba a Confucio y sus enseñanzas, le concedió un rango oficial a dos herederos de la línea sucesoria de Yan Hui.
El clan había residido en el sur durante ocho generaciones cuando Yan Zhitui (531–591) nació. Su abuelo se había suicidado a causa de una huelga de hambre, después de la rebelión de 502 que había dado fin a la Dinastía Qi del Sur. Yan Zhitui sirvió bajo las órdenes de varias dinastías durante el transcurso de su vida y redactó las Enseñanzas Familiares para el Clan Yan (Yanshi Jiaxun 顏氏家訓). También recopiló el Yuanhun Zhi 冤魂志. En los aproximadamente 1,000 años desde la generación Yan Hui hasta la de Yan Zhitui, dos Yans buscaron labrarse una carrera militar, la mayoría de Yans fueron literatos. Durante la mayor parte de la dinastía Ming y durante toda la dinastía Qing, los descendientes de Yan Hui ostentaron el título hereditario de Wujing Boshi (五经博士; 五經博士; Wǔjīng Bóshì), un rango académico otorgado por la Academia Hanlin. En Taiwán hay una oficina llamada "Sacrificio Oficial" (Fengsiguan 奉祀官) en honor a los cuatro sabios del confucianismo, incluido Yang Hui.

## Templos

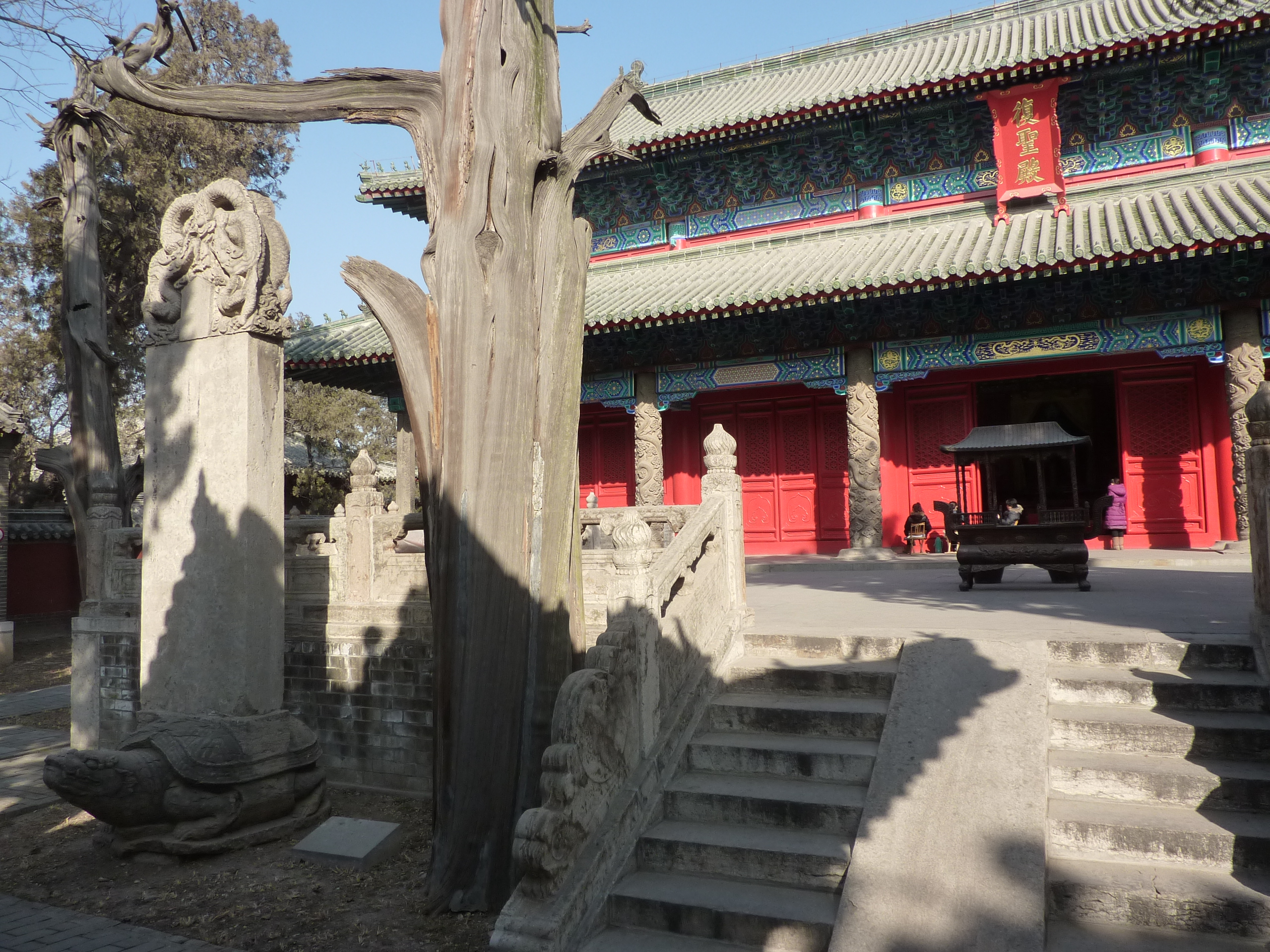
El salón de Fusheng, el principal santuario del templo de Yan Hui en Qufu, provincia de Shandong

Yan Hui es venerado en el templo de Yan Hui en la ciudad amurallada de Qufu en la provincia de Shandong, a unas cuadras del templo de Confucio.
La tumba de Yan Hui está ahora rodeada por cientos de tumbas de sus descendientes, formando el Cementerio de la Familia Yan ("El Bosque Yan"). Una estela fue instalada en la tumba durante la dinastía Jin (1115-1234) y se volvió a erigir durante la dinastía Ming La tumba está bien preservada.